# Air Tractor AT-300
El Air Tractor AT-300 es un avión de agricultura diseñado por Leland Snow y construido por la empresa Air Tractor, la cual fue fundada por el mismo Leland Snow. El primer vuelo se produjo en 1973 en los Estados Unidos. El avión fue certificado en noviembre de ese mismo año y su producción empezó en 1976.
Es un avión de ala baja con un tren de aterrizaje convencional o de patín de cola. Lleva los liquídos químicos para la fumigación o fertilización en un depósito entre el firewall o cortafuegos del motor del avión y la cabina.
Este modelo de avión es utilizado durante las labores de extinción de incendios.

## Tipos
- AT-300 - Prototipo y primeros modelos con motores Pratt & Whitney R-985 y capacidad de 320 US gal (1.200 L).
- AT-301 - Modelo principal con motor Pratt & Whitney R-1340.
  - AT-301B - AT-301 con un depósito de 350 US gal (1.320 L).
- AT-302 - Versión turbohélice con un motor Lycoming LTS101.
  - AT-302A - AT-302 con un depósito de 385 US gal (1.460 L)).

## Especificaciones del modelo (AT-301A)

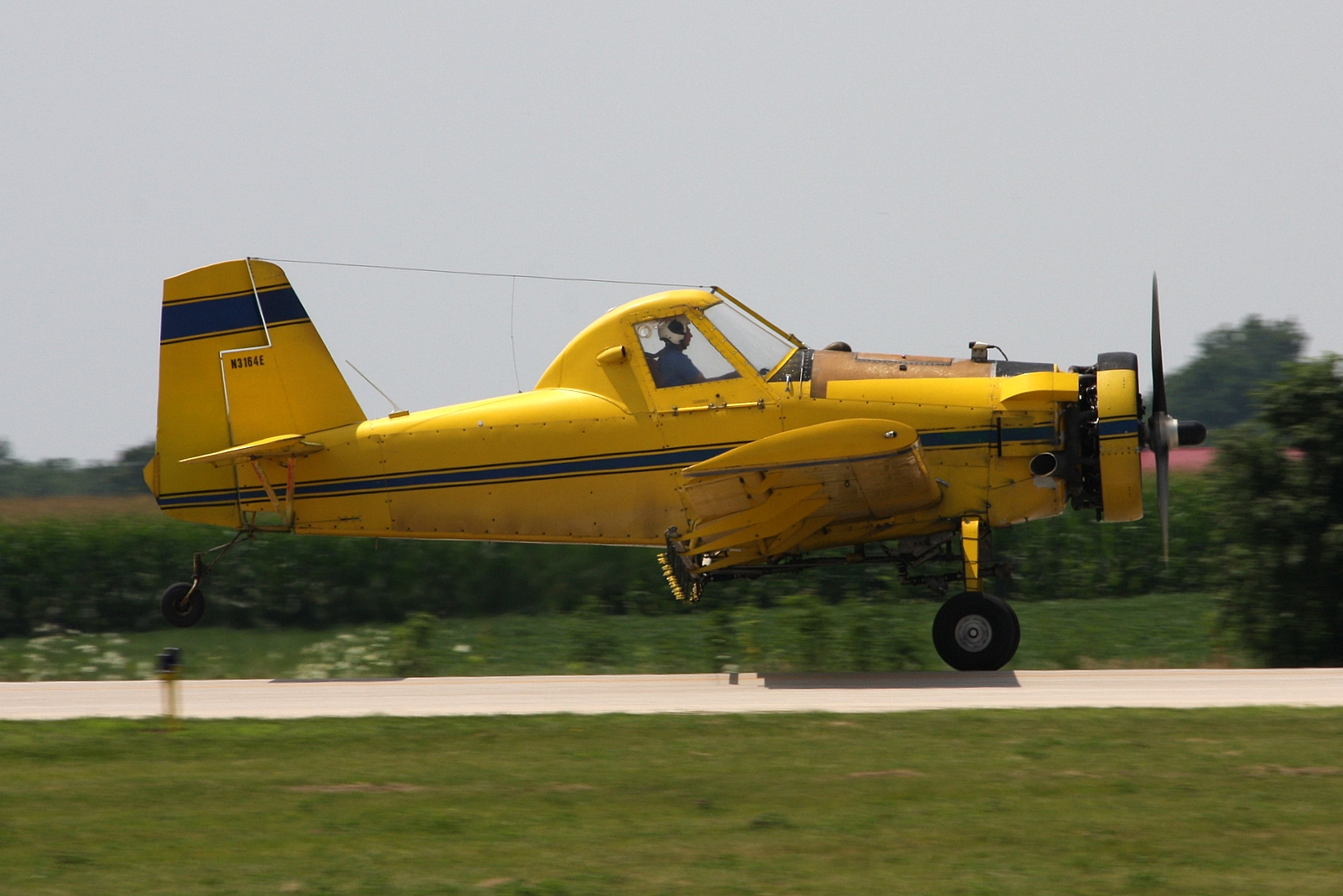
AT-301

### Características generales
- Tripulación: 1 piloto.
- Capacidad: 0 pasajeros.
- Longitud: 8,2 m (27 ft)
- Envergadura: 13,7 m (44,9 ft)
- Altura: 2,4 m (8 ft)
- Superficie alar: 37,3 m² (401,4 ft²)
- Perfil alar: NACA 4415
- Peso vacío: 1656 kg (3649,8 lb)
- Planta motriz: 1× Motor radial Pratt & Whitney R-1340.
  - Potencia: 447 kW (600 HP; 608 CV)

### Rendimiento
- Velocidad nunca excedida (Vne): 283 km/h (176 MPH; 153 kt)
- Velocidad máxima operativa (Vno): 224 km/h (139 MPH; 121 kt)
- Alcance: 870 km (470 nmi; 541 mi)
- Alcance en combate: km
- Alcance en ferry: km
- Techo de vuelo: 2438 m (8000 ft)